# Маска (фильм, 1938)
«Маска» — советский художественный фильм режиссёра Сергея Сплошнова, снятый по одноимённому рассказу А. П. Чехова на киностудии «Советская Беларусь» в 1938 году.

## Сюжет
В общественном клубе с благотворительной целью давали бал-маскарад. В самый разгар веселья неизвестный в кучерском костюме и чёрной маске устроил скандал. Он вытолкал из читального зала благородных господ и устроился за сервированным столиком с двумя девицами. Никакие увещевания клубного старшины и полицейского чина не производили на него впечатления. Он только ещё больше ругался и куражился над негодующими гостями.
Когда дебошир снял маску, то перед изумлённой публикой предстал Егор Нилыч Пятигоров, известный миллионер и местный благодетель. Всеобщее возмущение хамским поведением пьяного хулигана сменилось одобрительными смешками. Каждый старался показать, что ценит проделки такого замечательного шутника. Распорядитель провожает почётного гостя к экипажу и к большому удовольствию собравшихся говорит, что Егор Нилыч уехал довольным.

## В ролях
- Степан Каюков — Егор Нилович Пятигоров
- Виталий Полицеймако — Евстрат Спиридонович
- Александр Бениаминов — дирижёр
- Николай Литвинов — толстяк
- Константин Адашевский — Белебухин
- Владимир Таскин — директор банка Жестяков
- Пётр Гофман — старшина клуба
- Иван Назаров — лакей

## Съёмочная группа
- Автор сценария и режиссёр-постановщик: Сергей Сплошнов
- Оператор-постановщик: Давид Шлюглейт
- Художник-постановщик: Павел Бетаки
- Художник-консультант: Н. Береснёв
- Композитор: Валерий Желобинский
- Звукооператор: Кирилл Познышев
- Ассистенты режиссёра: Л. Ф. Пивоваров, И. Б. Фольв
- Ассистенты оператора: А. В. Лаврентьев, В. О. Еленевский
- Директор картины: Михаил Лавит